# 奇蹟/NO.1
「奇蹟/NO.1」（きせき/ナンバー・ワン）は、BoAの8枚目のシングル。

## 解説
- BoAの初となる両A面シングルである｡
- 前作「VALENTI」がロングヒットを続ける中､発売された｡
- 「NO.1」は後に発売されたビデオ・クリップ集『8 Films』には収録されておらず、その後に発売された3rdアルバム『LOVE & HONESTY』の付属DVDに収録された。

## 収録曲
1. 奇蹟
  - 作詞：渡辺なつみ／作曲：森元康介／編曲：松原憲
2. NO.1
  - 日本語詞：園田凌士／作曲：ZIGGY／編曲：Ahn Iksoo, Kim Hohyun
  - 韓国での大ヒット曲の日本語版｡
3. flower
  - 作詞：園田凌士／作曲：BOUNCEBACK／編曲：AKIRA
  - 英語版も存在するが､発表はされていない｡
4. 奇蹟（Instrumental）
5. NO.1（Instrumental）
6. flower（Instrumental）

## タイアップ
奇蹟
- コーセー「ルミナス」CMソング

NO.1
- TBS系「アジア大会2002 釜山」イメージソング

flower
- ロッテ「マカダミアチョコレート」CMソング